# Tweede klasse 2015-16 (voetbal België)
Het seizoen 2015/16 van de Belgische Tweede Klasse ging van start op 8 augustus 2015 en eindigde op 30 april 2016. De competitie bestond uit zeventien clubs. Enkel de vicekampioen promoveerde dit seizoen naar Eerste Klasse. De tweede klasse wordt vanaf 2016/17 opgeheven en opgesplitst in Betaald Voetbal 1B en Eerste klasse amateurs. De eerste ging uit slechts uit acht clubs bestaan en omdat de kampioen geen licentie voor betaald voetbal kreeg en de vicekampioen daarom promoveerde, traden alleen de derde tot en met de negende uit de competitie samen met één degraderend team uit de Eerste Klasse in Betaald Voetbal 1B aan. Hierbij krijgen de ploegen die beschikken over een licentie betaald voetbal 1A voorrang op de overige ploegen. De 9 overige clubs startten samen met 7 promovendi uit de Derde klasse de Eerste klasse amateurs.

## Gedegradeerde teams
Deze teams degradeerden voor aanvang van het seizoen uit de eerste klasse:
- Cercle Brugge (verlies play-off III)
- Lierse SK (verlies eindronde)

## Gepromoveerde teams
Deze teams promoveerden voor aanvang van het seizoen uit de derde klasse:
- KVV Coxyde (kampioen 3A)
- Union Sint-Gillis (vicekampioen 3B)
- KMSK Deinze (eindronde)

Deinze hoefde geen eindronde te spelen omdat het als enige deelnemer aan de eindronde een licentie behaalde voor tweede klasse. Omdat Cappellen FC, dat kampioen werd in derde klasse B, geen licentie had, promoveerde ook vicekampioen Union Sint-Gillis naar tweede klasse.

## Promoverend team
Dit team promoveerde na afloop van het seizoen naar de Eerste klasse A
- KAS Eupen (vicekampioen)

Kampioen White Star Brussel kreeg geen licentie voor betaald voetbal tijdens het seizoen 2016-17 waardoor de vicekampioen in hun plaats promoveerde.

## Degraderende teams
Deze teams degradeerden naar de Eerste klasse amateurs na afloop van het seizoen
- KMSK Deinze
- KFC Dessel Sport
- K. Patro Eisden Maasmechelen
- AS Verbroedering Geel
- KSK Heist
- KVV Coxyde
- Seraing United
- Excelsior Virton
- White Star Bruxelles

## Clubs
| # kaart | Stam- nummer | Club                      | Plaats              | # seiz. 2e klasse |
| ------- | ------------ | ------------------------- | ------------------- | ----------------- |
| 1       | 4276         | KAS Eupen                 | Eupen               | 19                |
| 2       | 2554         | Lommel United             | Lommel              | 6                 |
| 3       | 5632         | AFC Tubize                | Tubeke              | 12                |
| 4       | 1            | Royal Antwerp FC          | Antwerpen           | 17                |
| 5       | 167          | Seraing United            | Seraing             | 2                 |
| 6       | 2169         | AS Verbroedering Geel     | Geel                | 3                 |
| 7       | 12           | Cercle Brugge             | Brugge              | 24                |
| 8       | 5750         | White Star Brussel        | Sint-Jans-Molenbeek | 5                 |
| 9       | 200          | Excelsior Virton          | Virton              | 11                |
| 10      | 606          | KFC Dessel Sport          | Dessel              | 14                |
| 11      | 134          | KSV Roeselare             | Roeselare           | 12                |
| 12      | 2948         | KSK Heist                 | Heist-op-den-Berg   | 6                 |
| 13      | 30           | Lierse SK                 | Lier                | 17                |
| 14      | 10           | Union Sint-Gillis         | Vorst               | 23                |
| 15      | 1934         | KVV Coxyde                | Koksijde            | 1                 |
| 16      | 818          | KMSK Deinze               | Deinze              | 17                |
| 17      | 3434         | Patro Eisden Maasmechelen | Maasmechelen        | 37                |

### Personen en sponsors
| Stam- nummer | Club                      | Plaats                 | Trainer              | Vorige trainers seizoen 2015/16                                   | shirtsponsor |
| ------------ | ------------------------- | ---------------------- | -------------------- | ----------------------------------------------------------------- | ------------ |
| 4276         | KAS Eupen                 | Eupen                  | Jordi Condom         |                                                                   | /            |
| 2554         | Lommel United             | Lommel                 | Karel Fraeye         | Bart De Roover, Tom Vandervee                                     | Legea        |
| 5632         | AFC Tubize                | Tubeke                 | Colbert Marlot       |                                                                   | Kappa        |
| 1            | Royal Antwerp FC          | Deurne, Antwerpen      | David Gevaert        |                                                                   | Kappa        |
| 167          | Seraing United            | Seraing                | José Jeunechamps     | Alex Czerniatynski, Stéphane Guidi, Henri Depireux, Dražen Brnčić | Masita       |
| 2169         | AS Verbroedering Geel     | Geel                   | Vincent Euvrard      | Eric Franken                                                      | Olympic      |
| 12           | Cercle Brugge             | Brugge                 | Frederik Vanderbiest |                                                                   | Acerbis      |
| 5750         | White Star Brussel        | Sint-Lambrechts-Woluwe | John Bico            |                                                                   | Nike         |
| 200          | Excelsior Virton          | Virton                 | Frank Defays         |                                                                   | JAKO         |
| 606          | KFC Dessel Sport          | Dessel                 | Regi Van Acker       | Bart Wilmssen                                                     | saller       |
| 134          | KSV Roeselare             | Roeselare              | Franky Van der Elst  |                                                                   | JAKO         |
| 2948         | KSK Heist                 | Heist-op-den-Berg      | Cis Bosschaerts      |                                                                   | Saller       |
| 30           | Lierse SK                 | Lier                   | Eric Van Meir        | Younes Zerdouk                                                    | JAKO         |
| 10           | Union Sint-Gillis         | Vorst                  | Marc Grosjean        |                                                                   | Patrick      |
| 1934         | KVV Coxyde                | Koksijde               | Hugo Vandenheede     |                                                                   | JAKO         |
| 818          | KMSK Deinze               | Deinze                 | Geoffrey Claeys      | Dennis van Wijk                                                   | Nike         |
| 3434         | Patro Eisden Maasmechelen | Eisden, Maasmechelen   | Nico Claesen         | Dražen Brnčić                                                     | Jartazi      |

### Klassement
|      |    |                           | P  | W  | G  | V  | +  | -  | DS  | Ptn |
| ---- | -- | ------------------------- | -- | -- | -- | -- | -- | -- | --- | --- |
| K, D | 1  | White Star Brussel        | 32 | 19 | 6  | 7  | 53 | 28 | +25 | 63  |
| P    | 2  | KAS Eupen                 | 32 | 18 | 8  | 6  | 69 | 34 | +35 | 62  |
|      | 3  | Royal Antwerp FC          | 32 | 18 | 8  | 6  | 52 | 20 | +32 | 62  |
|      | 4  | AFC Tubize                | 32 | 17 | 6  | 9  | 51 | 34 | +17 | 57  |
|      | 5  | Cercle Brugge             | 32 | 14 | 12 | 6  | 56 | 35 | +21 | 54  |
|      | 6  | Union Sint-Gillis         | 32 | 15 | 6  | 11 | 50 | 34 | +16 | 51  |
|      | 7  | Lierse SK                 | 32 | 14 | 9  | 9  | 53 | 41 | +12 | 51  |
|      | 8  | Lommel United             | 32 | 14 | 8  | 10 | 43 | 29 | +14 | 50  |
|      | 9  | KSV Roeselare             | 32 | 14 | 8  | 10 | 46 | 47 | -1  | 50  |
| D    | 10 | KFC Dessel Sport          | 32 | 14 | 6  | 12 | 38 | 40 | -2  | 48  |
| D    | 11 | Seraing United            | 32 | 13 | 5  | 14 | 45 | 50 | -5  | 44  |
| D    | 12 | Excelsior Virton          | 32 | 8  | 10 | 14 | 40 | 55 | -15 | 34  |
| D    | 13 | AS Verbroedering Geel     | 32 | 6  | 13 | 13 | 40 | 56 | -16 | 31  |
| D    | 14 | KMSK Deinze               | 32 | 6  | 11 | 15 | 36 | 58 | -22 | 29  |
| D    | 15 | Patro Eisden Maasmechelen | 32 | 5  | 9  | 18 | 33 | 63 | -30 | 24  |
| D    | 16 | KSK Heist                 | 32 | 4  | 7  | 21 | 39 | 82 | -43 | 19  |
| D    | 17 | KVV Coxyde                | 32 | 2  | 10 | 20 | 29 | 67 | -38 | 16  |

P: wedstrijden gespeeld, W: wedstrijden gewonnen, G: gelijke spelen, V: wedstrijden verloren, +: gescoorde doelpunten, -: doelpunten tegen, DS: doelsaldo, Ptn: totaal punten
 K: kampioen, D: degradatie, P: promotie
De officiële benamingen van deze competitie luidden achtereenvolgens Bevordering (van 1909 tot 1926), Eerste Afdeling (van 1926 tot 1952), Tweede Klasse (van 1952 tot 2016). 
In 2016 werd de Tweede Klasse opgeheven en vervangen door Eerste klasse B en Eerste klasse Amateurs.
Nationaal voetbal · Regionaal voetbal · Provinciaal voetbal · KBVB · Nationaal voetbalelftal · Nationaal dameselftal
Belgisch nationaal voetbal
Eerste klasse A · Eerste klasse B · Eerste nationale · Beker van België · Belgische Supercup
Super League · Eerste klasse (vrouwen) · Tweede klasse (vrouwen) · Beker van België (vrouwen) · Belgische Supercup (vrouwen)